# Рончильоне
Рончильоне (итал. Ronciglione) — коммуна в Италии, располагается в регионе Лацио, подчиняется административному центру Витербо.
Население составляет 8177 человек (на 2004 г.), плотность населения составляет 142,88 чел./км². Занимает площадь 52,28 км². Почтовый индекс — 01037. Телефонный код — 0761.
Покровителем коммуны почитается святой апостол Варфоломей. Праздник ежегодно празднуется 24 августа.